# Цеван Рабдан
Цеван Рабдан (1663—1727) — 5-й хан Джунгарії в 1697—1727 роках.

## Життєпис

### Боротьба за владу
Походив з ойратського племені чорос. Син Сенґе-хунтайджі та Ану-хатун. Народився у 1663 році. У 1671 році батька було вбито внаслідок змови. Того ж року стрийко Цеван Рабдана — Галдан, перемігши змовників, захопив владу в Джунгарії. Невдовзі Цеван Рабдан разом з братом Соном-Рабданом повстав проти Галдан-хана, але зазнав поразки. Соном-рабдана було отруєно за наказом Галдана, а Цєван-Рабдан втік до Уч-Турфана.
У 1690 році, скориставшись війною галдан-хана проти імперії Цін, в якій джунгари зазнали низки невдач, а також відволіканням намісників Джунгарії на напади казахів, Цеван Рабдан захопив владу в державі. У 1691 році він зайняв Хамі і Турфан, перекрив перевали через гори Хангай, чим частково сприяв поразці Галдан-хана від китайських військ. Лише після смерті Галдан у 1697 році став офіційним володарем Джунгарії. 1698 року уклав мирний договір з китайським імператором Кансі, передавши тому дітей Галдан-хана.

### Внутрішні справи
Продовжив господарські перетворення, сприявши розвиткуземлеробства і ремесел. За наказом хунтайджі зі збройових майстрів сформували спеціальну господарську одиницю — оток — під назвою Улуте. У цих майстернях спочатку робили ремонт зброї, а потім налагодили і власне виробництво. Були організовані спеціальні заводи-містечка з виробництва вогнепальної зброї та гармат, а потім мануфактури з виготовлення одягу, оборбки шкіри, господарського начиння. 1726 року було відкрито перший завод з виплавку чавуну — на узбережжі озера Тузкол.

### Війни з казахами
Розпочав нову війну проти Казахського ханства. Приводом для цього були конфлікти казахів з Калмицьким ханством й напади на торгові каравани, що рухалися до Джунгарії. У 1698—1699 роках війська Цеван Рабдан завдали поразки казахам, у 1700 році за підтримки ходжей-«білогорців» приєднав Східний Туркестан і рештки Яркендського ханства до своїх володінь. При ньому Джунгарське ханство встановило дружні зв'язки Калмицьким ханством, розраховуючи на спільні дії проти Казахського ханства. Цеван Рабдана зміцнив центральну владу і економіку ханства, заохочуючи землеробство і розвиток ремесел, промислів і торгівлі.
У 1701 році внаслідок внутрішнього конфлікту в Калмицькому ханстві до Джунгарії прибуло 60 тис. калмиків, що значно зміцнило становище джунгарського володаря. У 1702 році казахи атакували Джунгарію й Калмицьке ханство, пограбувавши їх землі. У 1708 році здійснено значний похід джунгарів проти Казахського ханства, завдавши значного удару Старшому жузу. У 1709 році здійснено похід на Ташкент, що спричинило заворушення в Бухарському ханстві, де знать була невдоволена пасивністю правителя Убайдули. У 1710—1712 роках казахи перейшли у наступ, завдавши низки ударів Джунгарському ханству. Невдовзі після цього джунгари встановили владу над киргизами, спільно з якими виступили проти казахів. У 1714 році Казахське ханство знову здійснило похід проти Джунгарського ханства.
З середини 1710-х років війна проти Казахського ханства поновилася. У 1716 році Цеван Рабдан завдав казахам суттєвої поразки. 1718 року джунгари здійснили стрімкий похід до Сирдар'ї. На меті у них було захоплення ставки казахського хана Кайипа. У битві на річці Аягуз казахам було завдано важкої поразки. Але конфлікт з Китаєм завадив подальшому захопленню казахських володінь.
наприкінці 1722 року під час завершення мирних перемовин з Китаєм, Цеван Рабдан наказав таємно перекинути війська на захід. У лютому-березні 1723 року джунгарське військо раптово атакувало жузи казахів, які не чекаючи нападу майже не чинили спротиву. Джунгарами було захоплено міста Сайрам, Шаш, Андіжан і Туркестан. Частина населення Старшого жуза відкочувала до Фергани і Паміра, інші казахські беки рушили на захід, тиснувши на калмиків і башкир, що викликало занепокоєння російської влади. Ці події стали відомі серед казахів як «Роки великої біди» (Актабан шубринди). Водночас було завдано суттєвого розорення каракалпакам, багато з яких вимушені були тікати. Було встановлено зверхність джунгарського хана над Старшим і Середнім жузами, а також містами Самарканд і Ходжент. Кордон впливу джунгарів простягнувся до Сирдар'ї. Також бухарський хан Абдулфеїз вимушений був укласти військовий союз із Джунгарією. Крім того, киргизи визнали зверхність джунгарського володаря.

### Стосунки з Китаєм
З 1703 року став приймати цінських посланців, що намагалися дипломатичним шляхом змусити Цеван рабдана визнати зверхність династії Цін. Правитель Джунгарії відповідав ухильно, бажаючи виграти час для зміцнення держави, а насамперед відновлення військової потуги.
У 1710 році починаються сутички з китайцями в боротьбі за оазу хамі. Цеван Рабдан в цей же час вимушений був боротися проти казахів, що ускладнило становище Джунгарії. З 1712 року китайський імператор Кансі вирішив знищити Джунгарію. У 1712—1714 роках відправляв посольства до російського імператора Петра I щодо спільних дій проти Цеван Рабдана, намагаючись не допустити продажі вогнепальної зброї до Джунгарії.
У 1716 році, скориставшись боротьбою Лхазван-хана, вождя хошоутів, у Тибеті, рушив на допомогу лхасцям. 1717 році ойратського 6-тисячне військо завдало останньому поразки й захопило більшу частину Тибету. Потім ойрати спробували захопити Келсанго Ґ'яцо (майбутнього Далай-ламу VII), проте зазнало поразки від китайських військ, що підтримували Келсанго. У відповідь джунгарці сплюндрували Лхаси, чим втратили підтримку тибетців. У 1718 році у битві на річці Салуін ойрати завдали поразки цінським військам. Але до 1720 року вимушені були відступити з Лхаси, оскільки китайське військо вдерлося до джунгарських володінь, завдавши поразки ойратам в битві біля Урумчі.
Згодом Цеван Рабдан опинився у складній ситуації, оскільки китайські війська мали фактичну змогу захопити Джунгарії. Тому хан вдався до дипломатії. Він намагався визнанням залежності від Російської імперії, яка з огляду на можливості останньої була б суто номінальною, перешкодити подальшій війні з імперією Цін. Але у 1722 році помирає Кансі, а новий китайський імператор Їньчжень запропонував мирні перемовини. У 1724 році Цеван Рабдан уклав мирний договір, за яким визнав владу імперії Цін над Тибетом і Західною Монголією.

### Стосунки з Російською імперією
Разом з боротьбою в Тибеті та проти казахів, Цеван рабдан вимушений був протистояти російській експансії. У 1715 році генерал-майор Іван Бухгальц на виконання імператорського наказу розпочав підготовку будівництва фортець уздовж Іртиша. Незадоволений появою російських військ, Цеван Рабдан став вимагати від І.Бухгольца залишити джунгарські володіння, а коли останній не послухався, 10 лютого 1716 року напав на Ямишевську фортеця з 10-тисячним військом і відбив стадо коней. Почалася зимова блокада фортеці, в якій від голоду і хвороб загін російських втратив 2300 осіб. Надіслані на допомогу загони і провізія перехоплювалися джунгарами, а Бухгольц виявив пасивність в обороні. Так, повністю потрапив в полон караван з 700 осіб з продовольчим обозом і 20 000 карбованців на платню, а також 600 купців з Тобольська, Тари і Томська. Тоді ж було захоплено шведського сержанта Іоганна Густава Рената, що став військовим радником джунгарського володаря. У 1716 році Бухгальц знищив фортецю і відступив до омі, де закінчувалися кордони Джунгарії. Тут було зведено Омську фортецю (майбутній Омськ).
У 1720 році інший російський військовик Іван Ліхарьов розпочав зведення Усть-Кам'яногорської фортеці. Цеван Рабдан виступив проти нього, але росіян завдяки дипломатії зумів запевнити джунгарського хана у мирних намірах. Внаслідок чого фортецю було зведено, зміцнивши позиції російської імперії в цій області. Втім того ж року спроба росіян зміцнили владу біля озера Зайсан завершилося поразкою від джунгар на чолі із Церенг Дондубом.
Втім погіршення відносин з Китаєм, особливо поразки в Тибеті та на північному сході Джунгарії змусило Цеван рабдан відновити мирні стосунки з Російською імперією. 1721 року він спрямував свого посланця Борокургана до імператора Петра I з проханням прийняти Джунгарію в російське підданство. Але розпочаті перемовини з цінською адміністрацією 1722 року поклали край цій спробі. Втім стосунки з Росією до кінця життя Цеван Рабдана залишалися мирними.

### Смерть
У 1727 році Цеван Рабдана було вбито буддистським ченцем в якості помсті за дії джунгарських військ в Тибеті й Лхасі, зокрема. За іншою версією, його отруїла дружина Седерджаб, оскільки та була невдоволена рішенням хана заповісти владу сину від іншої дружини. Новим правителем став син загиблого — Галдан-Церен.

## Родина
1. Дружина — Кюнгу, донька Даян-хана, хана хошутів з Центрального Тибету
Діти:
- Галдан-Церен

2. Дружина — Седерджаб, донька калмицьуого хана Аюки
Діти:
- Лоузан-Шуну-батир
- Бойталак, дружина: 1) Данчжуна, сина Лхавзан-хана; 2) тайджі хойдів. Мати Амурсани, останнього джунгарського правителя.